# باونو
باونو (به ایتالیایی: Baveno) یک کومونه در ایتالیا است که در استان وربانو-کوزیو-اوسولا واقع شده‌است.

## خصوصیات
باونو ۱۷ کیلومترمربع مساحت و ۴٬۵۲۷ نفر جمعیت دارد و ۲۰۵ متر بالاتر از سطح دریا واقع شده‌است.

## خواهرخوانده
شهر Nadur خواهرخواندهٔ باونو هست.